# Sydlig spidsand
Sydlig spidsand (latin: Anas georgica) er en sydamerikansk andefugl. Der findes tre underarter.

## Underarter
- Sydgeorgisk spidsand, Anas georgica georgica, Sydgeorgien
- Niceforo-spidsand, Anas georgica niceforoi, uddød, tidligere det centrale Colombia
- Gulnæbbet spidsand, Anas georgica spinicauda, store dele af Sydamerika og Falklandsøerne